# (31345) 1998 PG
(31345) 1998 PG est un petit astéroïde Amor d'environ 900 mètres découvert le 3 août 1998 par le programme LONEOS.

## Lune
Une petite lune, dont la taille atteint le tiers de celle du primaire (soit 300 m), a été découverte en 2001.